# Батц, Рудольф
Рудольф Кристоф Батц (нем. Rudolf Christoph Batz; 10 ноября 1903, Лангензальца, Пруссия — 8 февраля 1961, Вупперталь, ФРГ) — немецкий юрист, штандартенфюрер СС, руководитель айнзацкоманды 2, входившей в состав айнзацгруппы A и осуществлявшей массовые убийства в Прибалтике.

## Биография
Рудольф Батц родился 10 ноября 1903 года. Окончил школу в Ганновере в марте 1922 года. Изучал юриспруденцию в университетах Мюнхена и Гёттингена.
1 мая 1933 года вступил в НСДАП (билет № 2955905). 10 декабря 1935 года был зачислен в ряды СС. С 1935 года служил референтом в берлинском гестапо. С начала июня 1936 и до середины июня 1938 года был заместителем руководителя гестапо в Бреслау. С середины июля 1939 года был начальником гестапо в Линце. В декабре 1939 года получил должность руководителя гестапо в Ганновере. С середины октября 1940 по январь 1941 года служил в полиции безопасности в Гааге. С 1 июля по 4 ноября 1941 года командовал айнзацкомандой 2 в составе айнзацгруппы A. Подразделение осуществляло массовые убийства евреев, цыган, коммунистов и душевно больных в Риге и на территориях по пути к Ленинграду. Адъютантом Батца был гауптштурмфюрер СС Герхард Фрайтаг. В 1942 году был повышен до оберштурмбаннфюрера. В 1943 году был назначен командиром полиции безопасности и СД в Кракове, а потом ненадолго снова занял пост шефа гестапо в Ганновере. Со 2 февраля 1945 года был инспектором полиции безопасности и СД в Дюссельдорфе.
После войны скрывался под чужим именем в Западной Германии. В 1960 году он был арестован. В 1961 году совершил самоубийство, находясь в предварительном заключении.